# 99号美国国道
99号美国国道（英語：U.S. Route 99）是一条编号已经被取消的南北方向的美国国道。该公路连接了加利福尼亚州加利西哥的美墨边境和华盛顿州布雷恩的美加边境，全长1,600英里（2574.96千米）。该公路于1926年被编为99号美国国道，在1930年代是非常重要的运输通道。后来方向大致平行，但修筑标准更高的5号州际公路建成，取代了99号美国国道在运输行业中的地位，最后该公路被取消国道编号。99号美国国道现在在西海岸三个州内分别被降级为99号加利福尼亚州州道、99号俄勒冈州州道和99号华盛顿州州道。